# Parma Calcio 1913 2016-2017
Questa voce raccoglie le informazioni riguardanti il Parma Calcio 1913 nelle competizioni ufficiali della stagione 2016-2017.

## Stagione
Nella stagione 2016-2017 il Parma disputa il girone B del campionato di Lega Pro, raccoglie 70 punti con il secondo posto alle spalle del promosso Venezia primo con 80 punti. Disputa e vince la lotteria dei Play-off salendo in Serie B. La squadra ducale inizia il torneo allenata da Luigi Apolloni fino a metà novembre, dopo il rovescio interno (1-4) con il Padova. Per due partite senza vittorie viene allenato da Stefano Morrone. Poi dai primi di dicembre passa al tecnico Roberto D'Aversa con il quale raggiunge il secondo posto in campionato, ma si fa trovare pronto nel momento decisivo dei Play-off, superando nell'ordine Piacenza, Lucchese, Pordenone ed in finale l'Alessandria. Facendo così ritorno nella Serie B, due soli anni dopo essere ripartita dalla Serie D, dopo la rifondazione del 2015. Con 18 reti il miglior marcatore stagionale dei ducali è stato Emanuele Calaiò, dei quali 15 in campionato e 2 nei Play-off, 1 in Coppa Italia di Lega Pro

## Divise e sponsor
Il fornitore tecnico per la stagione 2016-2017 è Erreà. Gli sponsor di maglia sono i seguenti: Aon, il cui marchio appare al centro delle divise, Folletto, sulla parte destra del petto, Fratelli Beretta (sul retro) sotto il brand Viva La Mamma.
| Casa | Trasferta | Terza divisa |

## Organigramma societario
Area direttiva
- Presidente: fino a novembre Nevio Scala
- Vice presidente: da novembre Marco Ferrari
- Direttore generale: Luca Carra

Area comunicazione
- Responsabile: Gabriele Majo

Area tecnica
- Direttore sportivo: Daniele Faggiano
- Allenatore: Luigi Apolloni poi, da novembre Stefano Morrone poi, da dicembre Roberto D'Aversa
- Allenatore in seconda: Nicola Campedelli, poi da dicembre Andrea Tarozzi (17ª-38ª, play-off)
- Collaboratore tecnico: Hiroshi Komatsuzaki
- Preparatori atletici: Renzo Casellato, Paolo Giordani
- Preparatore dei portieri: Ermes Fulgoni

Area sanitaria
- Responsabile: Giulio Pasta, Luca Montagna
- Medici sociali: Raffaele Ballini
- Fisioterapisti: Giorgio Balotta, Michele Toma, Fabrizio Benecchi

## Rosa
| N. |                     | Ruolo | Calciatore                      |
| -- | ------------------- | ----- | ------------------------------- |
| 1  | Lettonia (bandiera) | P     | Kristaps Zommers                |
| 2  | Italia (bandiera)   | D     | Michele Canini                  |
| 2  | Italia (bandiera)   | D     | Simone Iacoponi                 |
| 3  | Italia (bandiera)   | D     | Lorenzo Saporetti               |
| 4  | Italia (bandiera)   | C     | Francesco Corapi                |
| 5  | Italia (bandiera)   | C     | Crocefisso Miglietta            |
| 6  | Italia (bandiera)   | D     | Alessandro Lucarelli (capitano) |
| 7  | Italia (bandiera)   | D     | Pasquale Mazzocchi              |
| 8  | Italia (bandiera)   | C     | Davide Giorgino                 |
| 9  | Italia (bandiera)   | A     | Manuel Nocciolini               |
| 10 | Senegal (bandiera)  | A     | Yves Baraye                     |
| 11 | Italia (bandiera)   | A     | Daniele Melandri                |
| 11 | Italia (bandiera)   | C     | Gianni Munari                   |
| 13 | Italia (bandiera)   | C     | Matteo Scozzarella              |
| 14 | Italia (bandiera)   | A     | Davide Mastaj                   |
| 15 | Italia (bandiera)   | D     | Desiderio Garufo                |
| 17 | Italia (bandiera)   | A     | Matteo Guazzo                   |
| 17 | Italia (bandiera)   | D     | Valerio Di Cesare               |

| N. |                    | Ruolo | Calciatore         |
| -- | ------------------ | ----- | ------------------ |
| 18 | Italia (bandiera)  | A     | Emanuele Calaiò    |
| 20 | Italia (bandiera)  | D     | Maikol Benassi     |
| 20 | Italia (bandiera)  | A     | Davide Sinigaglia  |
| 21 | Italia (bandiera)  | D     | Leonardo Nunzella  |
| 22 | Croazia (bandiera) | P     | Marijan Ćorić      |
| 22 | Italia (bandiera)  | P     | Davide Bassi       |
| 23 | Italia (bandiera)  | D     | Giacomo Ricci      |
| 25 | Italia (bandiera)  | P     | Pierluigi Frattali |
| 26 | Senegal (bandiera) | D     | Mohamed Coly       |
| 28 | Italia (bandiera)  | C     | Lorenzo Simonetti  |
| 29 | Italia (bandiera)  | C     | Manuel Scavone     |
| 31 | Italia (bandiera)  | D     | Michele Messina    |
| 32 | Italia (bandiera)  | A     | Felice Evacuo      |
| 32 | Italia (bandiera)  | C     | Luigi Scaglia      |
| 33 | Senegal (bandiera) | P     | Alioune Fall       |
| 34 | Italia (bandiera)  | P     | Andrea Panciroli   |
| 36 | Italia (bandiera)  | A     | Simone Edera       |

## Calciomercato

### Sessione estiva(dal 01/07 al 31/08)
| Acquisti | Acquisti             | Acquisti        | Acquisti      |
| R.       | Nome                 | da              | Modalità      |
| -------- | -------------------- | --------------- | ------------- |
| P        | Marijan Ćorić        |                 | svincolato    |
| P        | Antonio Cotticelli   | Correggese      | fine prestito |
| D        | Michele Canini       | Atalanta        | prestito      |
| D        | Mohamed Coly         | Pro Vercelli    | svincolato    |
| D        | Filippo Maria Donati | Fiorenzuola     | fine prestito |
| D        | Desiderio Garufo     | Catania         | svincolato    |
| D        | Leonardo Nunzella    | Virtus Lanciano | svincolato    |
| C        | Manuel Scavone       | Pro Vercelli    | definitivo    |
| A        | Emanuele Calaiò      | Spezia          | definitivo    |
| A        | Felice Evacuo        | Novara          | definitivo    |
| A        | Davide Mastaj        | Colorno         | definitivo    |
| A        | Manuel Nocciolini    | Forlì           | svincolato    |

| Cessioni         | Cessioni             | Cessioni             | Cessioni      |
| R.               | Nome                 | a                    | Modalità      |
| ---------------- | -------------------- | -------------------- | ------------- |
| P                | Antonio Cotticelli   |                      | svincolato    |
| D                | Lorenzo Adorni       | Monza                | prestito      |
| D                | Alessio Agrifogli    | Empoli               | fine prestito |
| D                | Luca Cacioli         | Matelica             | svincolato    |
| D                | Filippo Maria Donati |                      | svincolato    |
| D                | Giulio Mulas         | Tuttocuoio           | svincolato    |
| C                | Solomon Nyantakyi    |                      | svincolato    |
| C                | Walter Rodríguez     |                      | svincolato    |
| C                | Mousa Balla Sowe     |                      | svincolato    |
| C                | Dimitar Traykov      |                      | svincolato    |
| A                | Fabio Lauria         | Campodarsego         | svincolato    |
| A                | Cristian Longobardi  | Lucchese             | svincolato    |
| A                | Riccardo Musetti     |                      | svincolato    |
| A                | Marcello Sereni      | Sassuolo             | fine prestito |
| Altre operazioni |                      |                      |               |
| R.               | Nome                 | a                    | Modalità      |
| D                | Yan Koliatko         | Fiorenzuola          | prestito      |
| D                | Niccolò Monti        | Progresso            | prestito      |
| C                | Edoardo Musiari      | San Secondo Parmense | definitivo    |

### Sessione invernale(dal 03/01 al 31/01)
| Acquisti         | Acquisti           | Acquisti       | Acquisti   |
| R.               | Nome               | da             | Modalità   |
| ---------------- | ------------------ | -------------- | ---------- |
| P                | Pierluigi Frattali | Avellino       | definitivo |
| D                | Valerio Di Cesare  | Bari           | definitivo |
| D                | Simone Iacoponi    | Virtus Entella | definitivo |
| C                | Gianni Munari      | Cagliari       | svincolato |
| C                | Luigi Scaglia      | Latina         | definitivo |
| C                | Matteo Scozzarella | Trapani        | definitivo |
| A                | Simone Edera       | Torino         | prestito   |
| Altre operazioni |                    |                |            |
| R.               | Nome               | da             | Modalità   |
| A                | Mamadou Traore     | Colorno        | definitivo |

| Cessioni         | Cessioni         | Cessioni     | Cessioni      |
| R.               | Nome             | a            | Modalità      |
| ---------------- | ---------------- | ------------ | ------------- |
| P                | Marijan Ćorić    |              | svincolato    |
| D                | Maikol Benassi   | Livorno      | definitivo    |
| D                | Michele Canini   | Atalanta     | fine prestito |
| A                | Felice Evacuo    | Alessandria  | prestito      |
| A                | Matteo Guazzo    | Mantova      | definitivo    |
| A                | Daniele Melandri | Fano         | definitivo    |
| Altre operazioni |                  |              |               |
| R.               | Nome             | a            | Modalità      |
| C                | Luca Baratta     | Langhiranese | prestito      |
| A                | Salvatore Contu  | Lentigione   | prestito      |

### Operazioni successive alla sessione invernale
| Acquisti | Acquisti          | Acquisti | Acquisti   |
| R.       | Nome              | da       | Modalità   |
| -------- | ----------------- | -------- | ---------- |
| P        | Davide Bassi      | Atalanta | svincolato |
| A        | Davide Sinigaglia | Monza    | svincolato |

| Cessioni | Cessioni     | Cessioni | Cessioni |
| R.       | Nome         | a        | Modalità |
| -------- | ------------ | -------- | -------- |
| P        | Davide Bassi |          |          |

## Risultati

### Lega Pro

#### Girone di andata
| Modena 27 agosto 2016, ore 20:30 CEST 1ª giornata | Modena                   | 0 – 0 referto | Parma | Stadio Alberto Braglia (5 076 spett.)\| Arbitro: \| Guccini (Albano Laziale) \| |
| Arbitro:                                          | Guccini (Albano Laziale) |               |       |                                                                                 |

| Arbitro: | Capone (Palermo) |

|            |           |  |
| Calaiò 82’ | Marcatori |  |

| Santarcangelo di Romagna 10 settembre 2016, ore 16:30 CEST 3ª giornata | Santarcangelo           | 0 – 0 referto | Parma | Stadio Valentino Mazzola (1 409 spett.)\| Arbitro: \| Paolini (Ascoli Piceno) \| |
| Arbitro:                                                               | Paolini (Ascoli Piceno) |               |       |                                                                                  |

| Arbitro: | Piscopo (Imperia) |

|                  |           |                         |
| Evacuo 2’ (rig.) | Marcatori | 89’ Moreo 90+1’ Domizzi |

| Arbitro: | Massimi (Termoli) |

|                     |           |                                       |
| Arma 2’ (rig.), 54’ | Marcatori | 59’, 61’, 83’ Nocciolini 90+4’ Calaiò |

| Arbitro: | Guida (Salerno) |

|            |           |  |
| Evacuo 46’ | Marcatori |  |

| Arbitro: | Fourneau (Roma) |

|                       |           |                                  |
| Mancuso 16’ Lulli 53’ | Marcatori | 36’ Nocciolini 83’ (rig.) Calaiò |

| Arbitro: | Fiorini (Frosinone) |

|             |           |                              |
| Scavone 44’ | Marcatori | 36’ Gerardi 45+2’ Gambaretti |

| Arbitro: | Strippoli (Bari) |

|                                           |           |                                                                  |
| Capellini 13’ Ponsat 22’ Bardelloni 45+1’ | Marcatori | 26’ Guazzo 43’ Scavone 66’ Evacuo 76’ Baraye 90+3’ (rig.) Calaiò |

| Arbitro: | Balice (Termoli) |

|            |           |  |
| Baraye 37’ | Marcatori |  |

| Arbitro: | Dionisi (L'Aquila) |

|  |           |            |
|  | Marcatori | 86’ Calaiò |

| Arbitro: | Giua (Olbia) |

|                                                 |           |                |
| Burzigotti 19’ (aut.) Calaiò 47’ Nocciolini 50’ | Marcatori | 8’ D. Ferretti |

| Macerata 12 novembre 2016, ore 20:30 CET 13ª giornata | Maceratese     | 0 – 0 referto | Parma | Stadio Helvia Recina (1 300 spett.)\| Arbitro: \| Volpi (Arezzo) \| |
| Arbitro:                                              | Volpi (Arezzo) |               |       |                                                                     |

| Arbitro: | Pillitteri (Palermo) |

|            |           |                                             |
| Calaiò 26’ | Marcatori | 28’, 36’ Altinier 53’ Mazzocco 68’ M. Russo |

| Arbitro: | Ranaldi (Tivoli) |

|                         |           |                |
| Daffara 6’ Frediani 69’ | Marcatori | 10’ Nocciolini |

| Arbitro: | Amoroso (Paola) |

|            |           |                    |
| Baraye 88’ | Marcatori | 81’ (rig.) Minesso |

| Arbitro: | Maggioni (Lecco) |

|  |           |                |
|  | Marcatori | 61’ Nocciolini |

| Arbitro: | Schirru (Nichelino) |

|                   |           |              |
| Evacuo 32’ (rig.) | Marcatori | 16’ C. Ilari |

| Arbitro: | Piscopo (Imperia) |

|  |           |                         |
|  | Marcatori | 23’ Giorgino 30’ Baraye |

#### Girone di ritorno
| Arbitro: | Zanonato (Vicenza) |

|                                           |           |             |
| Calaiò 16’ Giorgino 34’ Corapi 41’ (rig.) | Marcatori | 38’ Giorico |

| Arbitro: | Cipriani (Empoli) |

|  |           |                             |
|  | Marcatori | 4’ Scavone 54’ A. Lucarelli |

| Arbitro: | Strippoli (Bari) |

|            |           |  |
| Evacuo 74’ | Marcatori |  |

| Arbitro: | Guccini (Albano Laziale) |

|                            |           |                           |
| Moreo 49’ Geijo 87’ (rig.) | Marcatori | 15’ Baraye 18’ Nocciolini |

| Arbitro: | Giua (Olbia) |

|                                     |           |                                  |
| Scavone 10’ Munari 89’ Calaiò 90+1’ | Marcatori | 29’ (aut.) Frattali 42’ Misuraca |

| Arbitro: | Fourneau (Roma) |

|  |           |                     |
|  | Marcatori | 45+3’ (rig.) Calaiò |

| Arbitro: | Perotti (Legnano) |

|                                       |           |                             |
| Baraye 27’ Calaiò 33’ Munari 47’, 64’ | Marcatori | 17’ Bernardo 21’ Sorrentino |

| Arbitro: | D'Apice (Arezzo) |

|  |           |           |
|  | Marcatori | 8’ Calaiò |

| Arbitro: | Robilotta (Sala Consilina) |

|            |           |                |
| Baraye 49’ | Marcatori | 89’ Bardelloni |

| Arbitro: | Proietti (Terni) |

|               |           |                |
| M. Marchi 80’ | Marcatori | 74’ Nocciolini |

| Arbitro: | Mastrodonato (Molfetta) |

|  |           |                        |
|  | Marcatori | 30’ (rig.) G. Fioretti |

| Arbitro: | Pagliardini (Arezzo) |

|                 |           |                                                            |
| D. Ferretti 69’ | Marcatori | 18’ Calaiò 25’ Nocciolini 43’ (aut.) Piccinni 84’ Iacoponi |

| Arbitro: | Massimi (Termoli) |

|                          |           |  |
| Nocciolini 2’ Calaiò 38’ | Marcatori |  |

| Arbitro: | Balice (Termoli) |

|                |           |                      |
| Mandorlini 88’ | Marcatori | 1’ Baraye 34’ Calaiò |

| Arbitro: | Bertani (Pisa) |

|  |           |                              |
|  | Marcatori | 62’ Frediani 90+3’ Del Sante |

| Arbitro: | Paolini (Ascoli Piceno) |

|            |           |  |
| Fabbro 58’ | Marcatori |  |

| Arbitro: | Annaloro (Collegno) |

|  |           |               |
|  | Marcatori | 90+1’ Gliozzi |

| Teramo 30 aprile 2017, ore 17:30 CEST 37ª giornata | Teramo             | 0 – 0 referto | Parma | Stadio Gaetano Bonolis (1 814 spett.)\| Arbitro: \| Zanonato (Vicenza) \| |
| Arbitro:                                           | Zanonato (Vicenza) |               |       |                                                                           |

| Arbitro: | Pillitteri (Palermo) |

|            |           |  |
| Baraye 66’ | Marcatori |  |

#### Play-off
| Piacenza 21 maggio 2017, ore 20:30 CEST Seconda fase - Andata | Piacenza           | 0 – 0 referto | Parma | Stadio Leonardo Garilli (6 668 spett.)\| Arbitro: \| Valiante (Salerno) \| |
| Arbitro:                                                      | Valiante (Salerno) |               |       |                                                                            |

| Arbitro: | Balice (Termoli) |

|                           |           |  |
| Nocciolini 52’ Baraye 81’ | Marcatori |  |

| Arbitro: | Fourneau (Roma) |

|                 |           |                     |
| Calaiò 44’, 75’ | Marcatori | 35’ (rig.) Fanucchi |

| Arbitro: | Piscopo (Imperia) |

|             |           |                      |
| D'Auria 17’ | Marcatori | 13’ Baraye 52’ Edera |

| Arbitro: | Pillitteri (Palermo) |

|                                               |                      |                                                      |
| L.A. Scaglia 16’                              | Marcatori            | 80’ P. Marchi                                        |
| Edera Scaglia Scavone Corapi Munari Lucarelli | Tiri di rigore 5 – 4 | Padovan Misuraca Suciu Martignago Burrai De Agostini |

| Arbitro: | Giua (Olbia) |

|                            |           |  |
| Scavone 11’ Nocciolini 66’ | Marcatori |  |

### Coppa Italia Lega Pro

#### Fase a gironi
| Arbitro: | Gariglio (Pinerolo) |

|                       |           |              |
| Evacuo 70’ Guazzo 88’ | Marcatori | 64’ Razzitti |

| Arbitro: | Vigile (Cosenza) |

|                         |           |                   |
| Pesenti 26’ Piana 90+2’ | Marcatori | 28’ (rig.) Calaiò |

## Statistiche

### Statistiche di squadra
| Competizione          | Punti | In casa | In casa | In casa | In casa | In casa | In casa | In trasferta | In trasferta | In trasferta | In trasferta | In trasferta | In trasferta | Totale | Totale | Totale | Totale | Totale | Totale | DR  |
| Competizione          | Punti | G       | V       | N       | P       | Gf      | Gs      | G            | V            | N            | P            | Gf           | Gs           | G      | V      | N      | P      | Gf     | Gs     | DR  |
| --------------------- | ----- | ------- | ------- | ------- | ------- | ------- | ------- | ------------ | ------------ | ------------ | ------------ | ------------ | ------------ | ------ | ------ | ------ | ------ | ------ | ------ | --- |
| Lega Pro              | 70    | 19      | 10      | 3       | 6       | 26      | 21      | 19           | 10           | 7            | 2            | 29           | 15           | 38     | 20     | 10     | 8      | 55     | 36     | +19 |
| Play-off              | -     | 4       | 3       | 1       | 0       | 7       | 2       | 2            | 1            | 1            | 0            | 2            | 1            | 6      | 4      | 2      | 0      | 9      | 3      | +6  |
| Coppa Italia Lega Pro | 3     | 1       | 1       | 0       | 0       | 2       | 1       | 1            | 0            | 0            | 1            | 1            | 2            | 2      | 1      | 0      | 1      | 3      | 3      | 0   |
| Totale                | 73    | 24      | 14      | 4       | 6       | 35      | 24      | 20           | 11           | 8            | 3            | 32           | 18           | 46     | 25     | 12     | 9      | 67     | 42     | +25 |

### Andamento in campionato
| Giornata  | 1  | 2 | 3 | 4  | 5 | 6 | 7 | 8 | 9 | 10 | 11 | 12 | 13 | 14 | 15 | 16 | 17 | 18 | 19 | 20 | 21 | 22 | 23 | 24 | 25 | 26 | 27 | 28 | 29 | 30 | 31 | 32 | 33 | 34 | 35 | 36 | 37 | 38 |
| --------- | -- | - | - | -- | - | - | - | - | - | -- | -- | -- | -- | -- | -- | -- | -- | -- | -- | -- | -- | -- | -- | -- | -- | -- | -- | -- | -- | -- | -- | -- | -- | -- | -- | -- | -- | -- |
| Luogo     | T  | C | T | C  | T | C | T | C | T | C  | T  | C  | T  | C  | T  | C  | T  | C  | T  | C  | T  | C  | T  | C  | T  | C  | T  | C  | T  | C  | T  | C  | T  | C  | T  | C  | T  | C  |
| Risultato | N  | V | N | P  | V | V | N | P | V | V  | V  | V  | N  | P  | P  | N  | V  | N  | V  | V  | V  | V  | N  | V  | V  | V  | V  | N  | N  | P  | V  | V  | V  | P  | P  | P  | N  | V  |
| Posizione | 11 | 5 | 8 | 10 | 6 | 5 | 7 | 9 | 8 | 5  | 4  | 3  | 3  | 7  | 8  | 8  | 6  | 7  | 5  | 5  | 4  | 2  | 2  | 2  | 2  | 2  | 2  | 2  | 2  | 3  | 3  | 2  | 2  | 2  | 2  | 2  | 2  | 2  |

Legenda:

Luogo: C = Casa; T = Trasferta. Risultato: V = Vittoria; N = Pareggio; P = Sconfitta.

### Statistiche dei giocatori
Sono in corsivo i calciatori che hanno lasciato la società a stagione in corso.
| Giocatore      | Lega Pro | Lega Pro | Lega Pro    | Lega Pro   | Coppa Italia Lega Pro | Coppa Italia Lega Pro | Coppa Italia Lega Pro | Coppa Italia Lega Pro | Totale   | Totale | Totale      | Totale     |
| Giocatore      | Presenze | Reti     | Ammonizioni | Espulsioni | Presenze              | Reti                  | Ammonizioni           | Espulsioni            | Presenze | Reti   | Ammonizioni | Espulsioni |
| -------------- | -------- | -------- | ----------- | ---------- | --------------------- | --------------------- | --------------------- | --------------------- | -------- | ------ | ----------- | ---------- |
| Y. Baraye      | 32+6     | 9+2      | 5           | 0          | 1                     | 0                     | 0                     | 0                     | 39       | 11     | 5           | 0          |
| D. Bassi       | 4        | -4       | 0           | 0          | 0                     | 0                     | 0                     | 0                     | 4        | -4     | 0           | 0          |
| M. Benassi     | 9        | 0        | 5           | 0          | 1                     | 0                     | 0                     | 0                     | 10       | 0      | 5           | 0          |
| E. Calaiò      | 36+6     | 15+2     | 7+1         | 0          | 1                     | 1                     | 0                     | 0                     | 43       | 18     | 8           | 0          |
| M. Canini      | 21       | 0        | 6           | 1          | 0                     | 0                     | 0                     | 0                     | 21       | 0      | 6           | 1          |
| M. Coly        | 9+1      | 0        | 0           | 0          | 2                     | 0                     | 1                     | 0                     | 12       | 0      | 1           | 0          |
| F. Corapi      | 36+5     | 1        | 4+2         | 0          | 2                     | 0                     | 0                     | 0                     | 43       | 1      | 6           | 0          |
| M. Ćorić       | 2        | -2       | 0           | 0          | 1                     | -1                    | 0                     | 0                     | 3        | -3     | 0           | 0          |
| V. Di Cesare   | 13+6     | 0        | 4+1         | 0          | 0                     | 0                     | 0                     | 0                     | 19       | 0      | 5           | 0          |
| S. Edera       | 2+6      | 0+1      | 0           | 0          | 0                     | 0                     | 0                     | 0                     | 8        | 1      | 0           | 0          |
| F. Evacuo      | 19       | 5        | 1           | 0          | 2                     | 1                     | 0                     | 0                     | 21       | 6      | 1           | 0          |
| A. Fall        | 0        | 0        | 0           | 0          | 0                     | 0                     | 0                     | 0                     | 0        | 0      | 0           | 0          |
| P. Frattali    | 13+6     | -11+-3   | 2+1         | 0          | 0                     | 0                     | 0                     | 0                     | 19       | -14    | 3           | 0          |
| D. Garufo      | 8        | 0        | 0           | 0          | 2                     | 0                     | 0                     | 0                     | 10       | 0      | 0           | 0          |
| D. Giorgino    | 24+2     | 2        | 5           | 0          | 2                     | 0                     | 0                     | 0                     | 28       | 2      | 5           | 0          |
| M. Guazzo      | 12       | 1        | 2           | 0          | 2                     | 1                     | 0                     | 0                     | 14       | 2      | 2           | 0          |
| S. Iacoponi    | 15+6     | 1        | 1+1         | 0          | 0                     | 0                     | 0                     | 0                     | 21       | 1      | 2           | 0          |
| A. Lucarelli   | 35+5     | 1        | 4           | 1          | 2                     | 0                     | 1                     | 0                     | 42       | 1      | 5           | 1          |
| D. Mastaj      | 0        | 0        | 0           | 0          | 0                     | 0                     | 0                     | 0                     | 0        | 0      | 0           | 0          |
| P. Mazzocchi   | 24+6     | 0        | 0+1         | 0          | 1                     | 0                     | 0                     | 0                     | 31       | 0      | 1           | 0          |
| D. Melandri    | 9        | 0        | 0           | 0          | 0                     | 0                     | 0                     | 0                     | 9        | 0      | 0           | 0          |
| M. Messina     | 7+1      | 0        | 1           | 0          | 0                     | 0                     | 0                     | 0                     | 8        | 0      | 1           | 0          |
| C. Miglietta   | 4        | 0        | 1           | 0          | 2                     | 0                     | 1                     | 0                     | 6        | 0      | 2           | 0          |
| G. Munari      | 12+6     | 3        | 3           | 0          | 0                     | 0                     | 0                     | 0                     | 18       | 3      | 3           | 0          |
| M. Nocciolini  | 32+6     | 11+2     | 4+1         | 0          | 2                     | 0                     | 0                     | 0                     | 40       | 13     | 5           | 0          |
| L. Nunzella    | 31       | 0        | 4           | 0          | 2                     | 0                     | 0                     | 0                     | 33       | 0      | 4           | 0          |
| A. Panciroli   | 0        | 0        | 0           | 0          | 0                     | 0                     | 0                     | 0                     | 0        | 0      | 0           | 0          |
| G. Ricci       | 7        | 0        | 1           | 0          | 0                     | 0                     | 0                     | 0                     | 7        | 0      | 1           | 0          |
| L. Saporetti   | 12+1     | 0        | 1           | 0          | 0                     | 0                     | 0                     | 0                     | 13       | 0      | 1           | 0          |
| L. Scaglia     | 15+5     | 0+1      | 3+2         | 0          | 0                     | 0                     | 0                     | 0                     | 20       | 1      | 5           | 0          |
| M. Scavone     | 32+6     | 4+1      | 5+1         | 0          | 2                     | 0                     | 0                     | 0                     | 40       | 5      | 6           | 0          |
| M. Scozzarella | 17+4     | 0        | 4           | 0          | 0                     | 0                     | 0                     | 0                     | 21       | 0      | 4           | 0          |
| L. Simonetti   | 12       | 0        | 0           | 0          | 0                     | 0                     | 0                     | 0                     | 12       | 0      | 0           | 0          |
| D. Sinigaglia  | 2        | 0        | 0           | 0          | 0                     | 0                     | 0                     | 0                     | 2        | 0      | 0           | 0          |
| K. Zommers     | 19       | -19      | 2           | 0          | 1                     | -2                    | 0                     | 0                     | 20       | -21    | 2           | 0          |